# Gustavo Sarti
Gustavo Sarti Vaquero (São Paulo, 1 de julho de 1980), é um apresentador de televisão e empresário brasileiro, conhecido por seu trabalho em emissoras de TV do Brasil e por sua atuação nas áreas de marketing e gestão comercial.
Atualmente, é apresentador do canal Times Brasil, licenciado exclusivo CNBC, e diretor comercial dos leilões beneficentes do Instituto Neymar Jr.. e da Fundação Fenômenos. Desde 2024, também comanda a área comercial do Miss Universe Brasil.

## Carreira

### Início
Influenciado por negócios de família, Gustavo Sarti iniciou sua carreira em redes de varejo de moda íntima e moda praia em São Paulo. Formou-se em Administração de Empresas pela Fundação Armando Alvares Penteado (FAAP) e se pós-graduou em Responsabilidade Social pela Fundação Getúlio Vargas (FGV) antes de receber os primeiros convites para participar de programas de televisão.

### Televisão
Na TV, Gustavo Sarti teve passagens pelas emissoras Globo, Record, SBT, Band e RedeTV!. Ganhou notoriedade como consultor de moda e estilo de vida. Apresentou quadros e séries em diversos programas da televisão aberta brasileira, incluindo Hoje em Dia, Hora do Faro, Programa da Tarde, Programa do Gugu e Domingo Espetacular. Adepto da pesca esportiva, também apresentou o talk show Fish TV Show, na Fish TV. Desde 2024, apresenta o programa Marcas Icônicas no Times Brasil, licenciado exclusivo CNBC.

### Empresa e eventos
Como empresário, Gustavo Sarti fundou em 2008 a agência de marketing e gestão comercial G/Sarti Consultoria e Publicidade, com foco em contratos de merchandising em televisão, planos de marketing e gestão comercial de eventos.
Ao longo de sua carreira empresarial, Gustavo Sarti trabalhou com pelo menos 300 marcas e 100 celebridades, realizando mais de 5.000 produções para TV e 3.000 ações de merchandising.
Atualmente, faz a gestão comercial de eventos beneficentes realizados pelo Instituto Projeto Neymar Jr. e pela Fundação Fenômenos, comandada por Ronaldo Nazário e sua esposa Celina Locks, com destaque para os leilões de ambas as entidades. Desde 2024, também faz a gestão comercial do Miss Universe Brasil.
Além dos leilões beneficentes, a agência de Gustavo Sarti realizou outros eventos do Instituto Neymar Jr., como o programa de televisão Neymar Jr. Entre Amigos (exibido por FOX e SBT) e Feliz Natal Brasil Believe (exibido pelo SBT), este sediado no Allianz Parque e no Ginásio do Ibirapuera.
Em 2024, a empresa também foi responsável pela gestão comercial da festa do Guinness Book no Brasil, no ROM Concept.

## Outros projetos

### Livro e blog
Em 2009, Gustavo Sarti lançou o livro O que toda mulher precisa saber sobre moda, pela editora Marco Zero. Durante sua passagem pela Record, escreveu um blog de moda e estilo no portal R7.

### Palestras
O consultor de moda e empresário também ministra palestras nas áreas de moda, comportamento e lifestyle, além de varejo e negócios. 

### Clube e DJ
Gustavo Sarti foi sócio de Álvaro Garnero no Café de La Musique, marca de beach clubs e entretenimento do Brasil, e se tornou DJ de música eletrônica, especialmente house music e afro house. 

## Curiosidades
- Gustavo Sarti já participou de programas de alguns dos nomes mais célebres da TV brasileira, incluindo Gugu Liberato, Hebe Camargo, Adriane Galisteu, Clodovil Hernandes, Gilberto Barros e Ana Maria Braga.
- Seu quadro semanal Oficina da Moda ficou no ar durante 12 anos dentro do programa Hoje em Dia, de 2008 a 2020, período em que a atração matinal produzida e exibida pela Record se consolidou como um dos maiores sucessos de audiência da emissora.[4]
- Entre 2010 e 2014, Gustavo comandou o quadro Super Praia da Moda no Programa do Gugu em que mostrava, nas praias brasileiras, como os biquínis podem valorizar o corpo das mulheres. O quadro chegou ao primeiro lugar no então Ibope, com picos de até 17 pontos de audiência.[8]
- Em 2011, pela Record, participou da transmissão internacional do casamento de Guilherme de Gales e Catherine Middleton (Príncipe William e Kate Middleton) como comentarista, falando sobre o estilo dos convidados.[9]
- Em 2012, foi jurado do Top Model, o Reality, programa da Record gravado na casa da apresentadora Ana Hickmann.[10]
- Ainda pela Record, no quadro Um Dia de Estrela do Programa da Tarde, Gustavo Sarti visitava a casa de famosos e proporcionava aos funcionários dos moradores um dia de celebridade, com direito à mudança de visual.[5][6]
- Na área do Jornalismo, apresentou no Domingo Espetacular da Record séries de reportagens sobre estilo e o quadro Sonho de Casamento.[9][11]

## Filmografia

### Televisão
| Ano       | Programa             | Quadro/Série                                                                  | Função                                        | Emissora            |
| --------- | -------------------- | ----------------------------------------------------------------------------- | --------------------------------------------- | ------------------- |
| 2003      | É Show               |                                                                               | Consultor de moda                             | Record              |
| 2004      | A Casa É Sua         |                                                                               | Consultor de moda                             | RedeTV!             |
| 2004      | Mulheres             |                                                                               | Consultor de moda                             | Gazeta              |
| 2005      | Dia Dia              |                                                                               | Consultor de moda                             | Band                |
| 2005–07   | Boa Noite Brasil     | Quadro de moda e desfiles                                                     | Apresentador                                  | Band                |
| 2006      | Sabadaço             |                                                                               | Consultor de moda                             | Band                |
| 2007      | Atualíssima          |                                                                               | Consultor de moda                             | Band                |
| 2007–08   | Hebe                 |                                                                               | Consultor de moda e apresentador dos desfiles | SBT                 |
| 2008      | Domingo Legal        | Biombo da Moda                                                                | Apresentador                                  | SBT                 |
| 2008      | Mais Você            |                                                                               | Consultor de moda                             | Globo               |
| 2008      | Jornal Hoje          |                                                                               | Consultor de moda                             | Globo               |
| 2010-2014 | Programa do Gugu     | Super Praia da Moda e Transformação de Imagem                                 | Apresentador                                  | SBT                 |
| 2011–12   | Tudo é Possível      | Raio-X da Moda                                                                | Apresentador                                  | Record              |
| 2012–15   | Programa da Tarde    | Babado Fashion e Um Dia de Estrela                                            | Apresentador                                  | Record              |
| 2012      | Top Model, o Reality |                                                                               | Jurado                                        | Record              |
| 2008-2020 | Hoje em Dia          | Rai-X da Moda, Transformando a Relação, Top Fasion, 3 em 1 e Parece com Quem? | Apresentador                                  | Record              |
| 2008-2014 | O Melhor do Brasil   | Vai dar Namoro                                                                | Consultor de moda                             | Record              |
| 2014-2022 | Hora do Faro         | Matérias de moda praia, estilo e transformação de imagem                      | Apresentador                                  | Record              |
| 2018-2020 | Domingo Espetacular  | Séries Verão com Estilo, Sonho de Casamento e matérias de lifetyle            | Apresentador                                  | Record              |
| 2018      | Jornal da Record     |                                                                               | Consultor de moda                             | Record              |
| 2021 - 23 | Fala Brasil          | Série Estilo com Sarti                                                        | Apresentador                                  | Record              |
| 2019 - 24 | Fish TV Show         |                                                                               | Apresentador                                  | Fish TV             |
| 2025      | Marcas Icônicas      |                                                                               | Apresentador                                  | Times Brasil / CNBC |